# 圭峰山

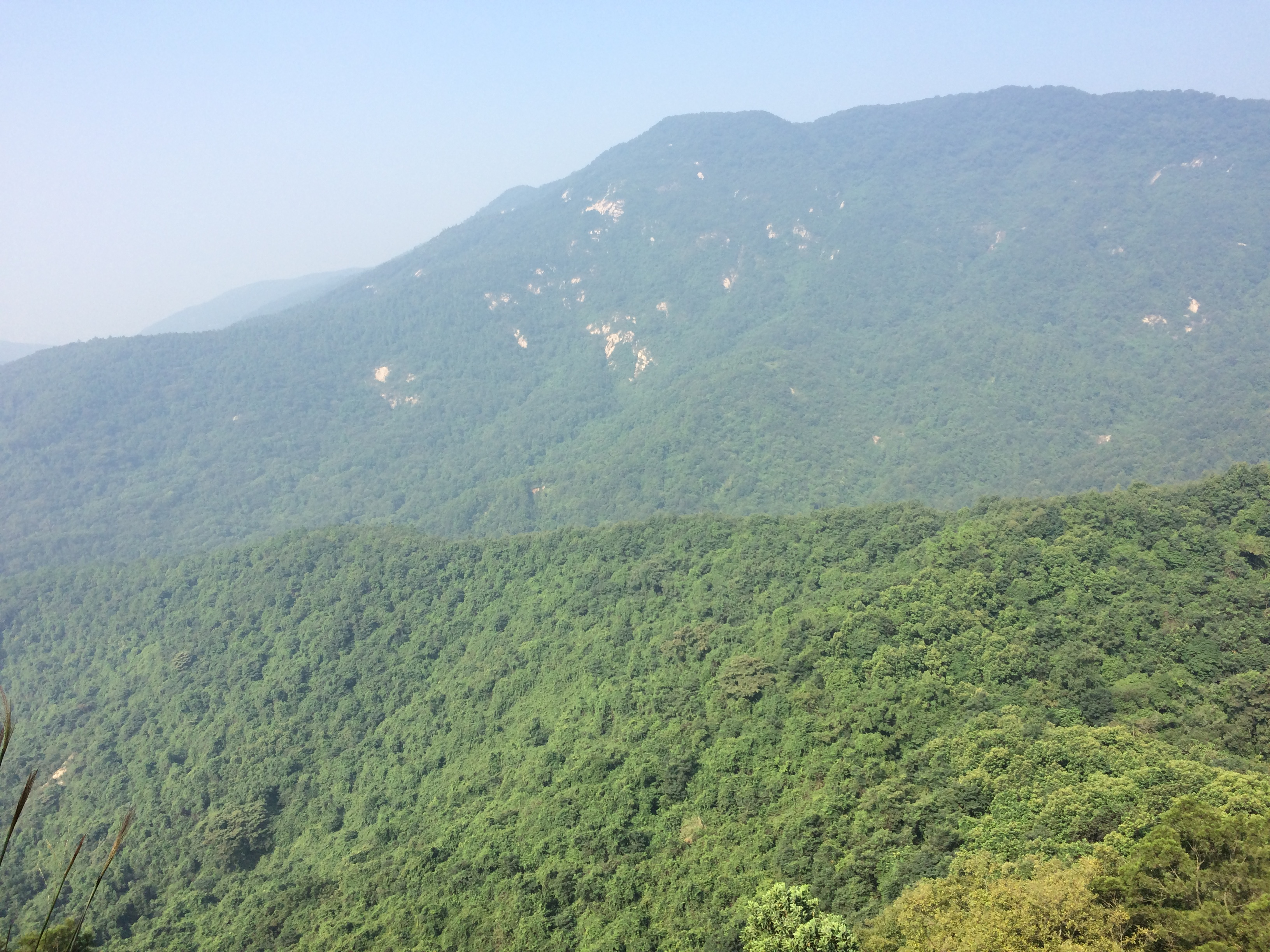
圭峰山

圭峰山也稱圭峰山国家森林公园，是位於中華人民共和國廣東省江門市新會區西北部的一座山峰，因形似圭璧而得名圭峰。最高峰主峰云峰为海拔545米。圭峰山南接新會市區，東接江門市區，西接新會大澤鎮，北面是江門杜阮鎮，與叱石山相連。在綠護屏景區無須下山，可直接前往叱石山。
圭峰山是當地的風景名勝之一，山脉橫跨江門市蓬江區和新會區，主峰位於新會區。有高山湖泊、青山翠嶺等自然美景，亦有玉台寺、鎮山寶塔、三君墓等名勝古蹟。
當地民眾喜愛在放工後和晚餐後到圭峰山行山晚運。圭峰山上有不少的公園、平地和涼亭供市民休憩，更是中秋節和重陽節時的熱門賞月登高的地方，踏入晚秋初冬時的熱門賞楓的地方。
現時圭峰山風景區劃分為圭峰疊翠、玉湖春曉、玉台晨鐘、綠護桃源、牽線過脈、龍潭飛瀑、山頂景區和運動公園八大景區，另外在山腳的石澗水庫也建有大石頭公園。

## 歷史
圭峰山自唐代以來已是廣東的名山。賞楓勝地之一。
圭峰山上有玉台寺和紫雲觀，玉台寺是建於唐代、有1300多年歷史的古寺，歷來被譽稱為嶺南四大叢林古剎之一。紫雲觀規模宏大，為廣東省最大的道觀之一。
玉台寺立有一漢白玉石塔（又名千佛塔），建於清康熙22年（即1683年），至今已有300多年歷史。
綠護屏以前為客家村，後因興建水電站，綠護屏村的房屋和農地都被淹沒，村民在1972年便把村莊由山上搬到山下。
時任中華人民共和國國務院總理周恩來於1958年7月曾經到訪圭峰山視察。2002年7月1日圭峰山周恩來總理紀念廣場落成，廣場由玉湖廣場擴建而成，有周恩來總理銅像，高2.75米，由廣州美術學院承造，獲雕塑師潘鶴教授指導。 
1985年12月，由新会县联合多地共同出资兴建位于山顶的广东省圭峰山广播电视发射台正式开播，江门地区民众可稳定收看广东电视岭南台和珠江台等电视节目。
1996年，圭峰山被国家林业部评定为全国部门造林绿化400佳单位，1997年被国家林业部批准为国家森林公园。

## 景點

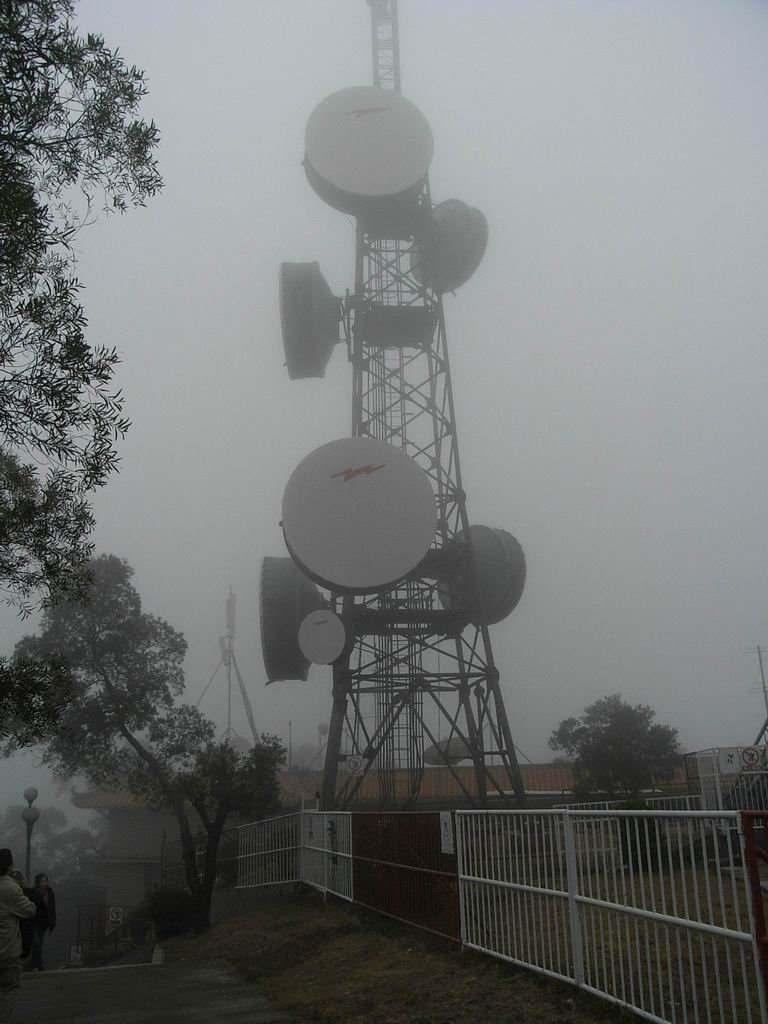
圭峰山上

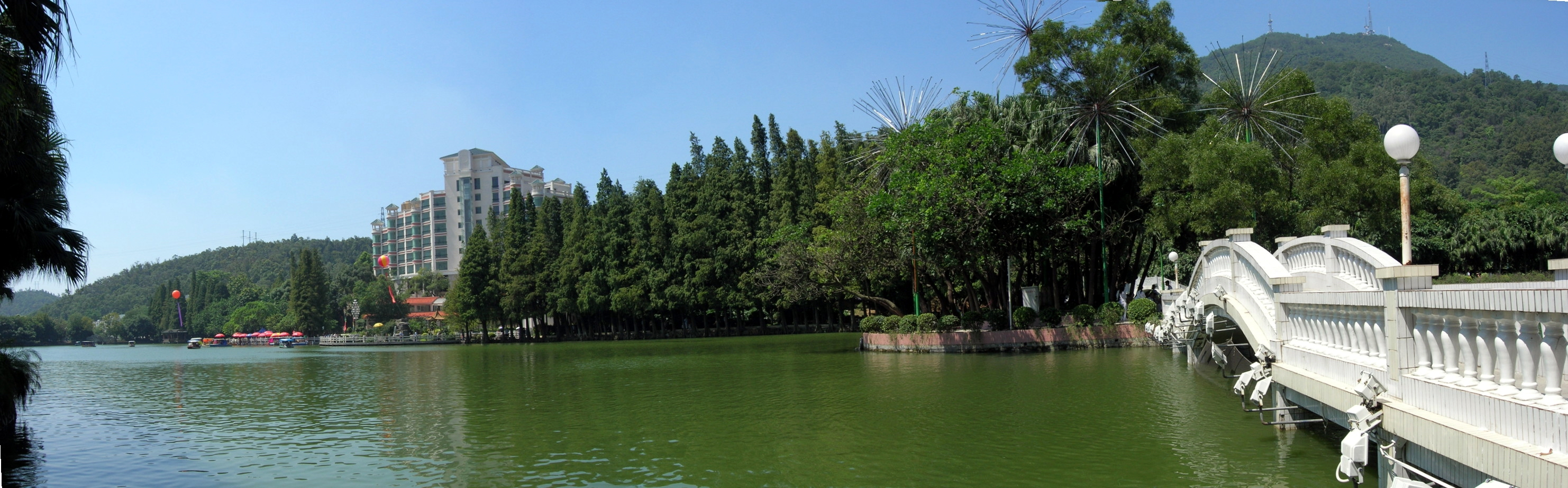
玉湖

圭峰山是广东十大名山之一，闻名遐迩的岭南名山，先後被授予广东省著名风景名胜区、国家级风景名胜区、国家森林公园和国家AAAA级旅游区等。

圭峰山是一個賞楓勝地，每年逢11月和12月圭峰山迎來賞楓的最佳季節。
- 玉臺寺
  - 天王殿
  - 三君墓
  - 岡州第一峰及明錫坊牌坊
  - 白玉石塔/鎮山寶塔
- 山上涼亭
  - 風采亭
  - 乳泉苑
  - 閱江亭
  - 龍玉亭
  - 依雲亭
- 石澗公園(大石頭)
- 碧霞公園及碧霞樓
- 健身公園及晨光亭
- 綠護屏景區
  - 天鵝湖
  - 櫻花大道
- 龍潭飛瀑景區
  - 沙灘泳場
  - 玉龍湖
  - 舊水力發電站
  - 圭峰龍泉生態徑
- 牽線過脈景區
  - 致遠亭
- 玉湖
  - 桃花島
  - 蕩襟亭
  - 周恩來總理紀念銅像
  - 周恩來紀念館
  - 圭峰植物園
  - 葵博園
- 運動公園(當地民眾慣稱滑草場)
- 電視發射塔

## 生態

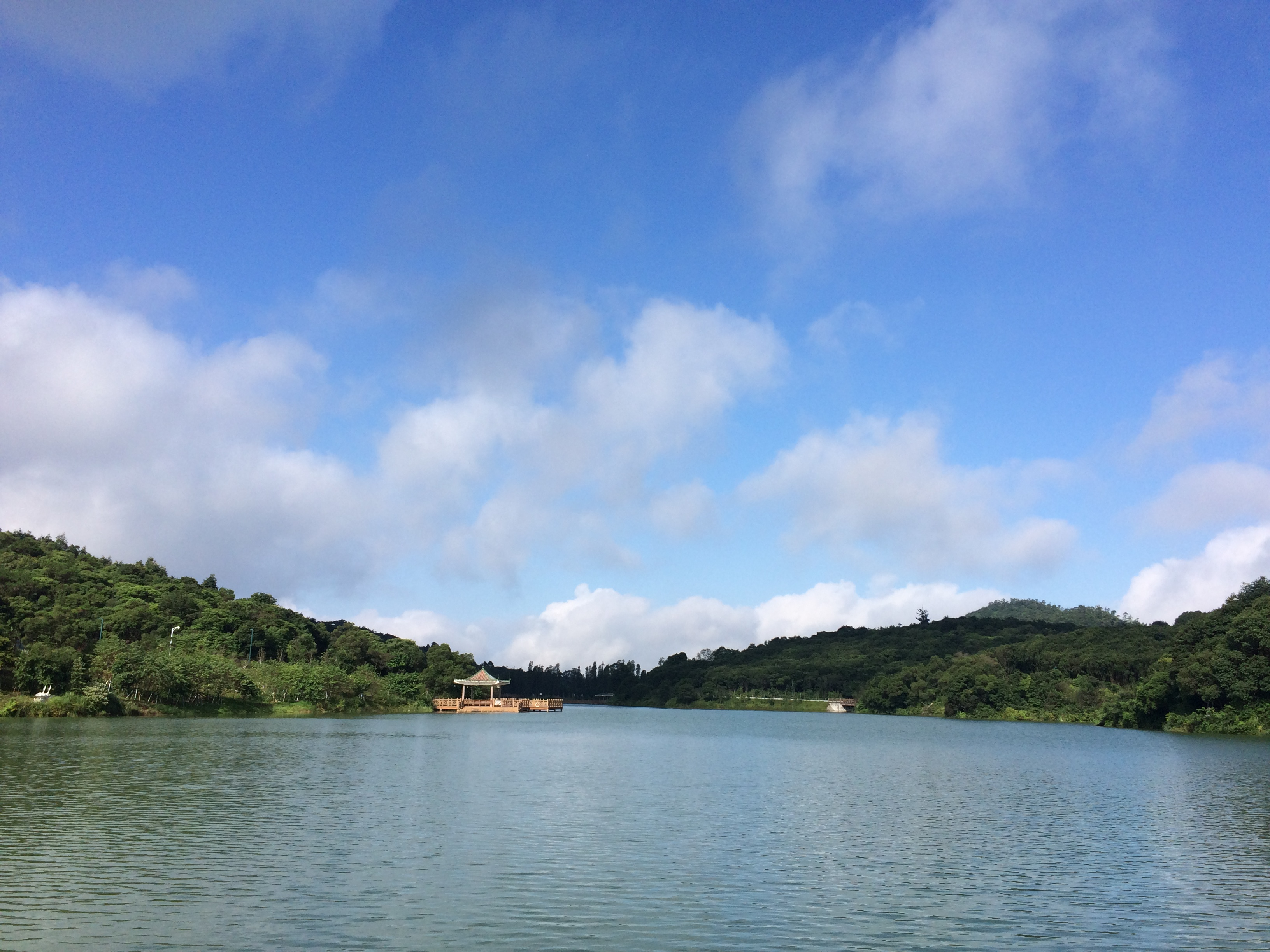
綠護屏景區--天鵝湖

圭峰山國家森林公園記錄有野生種共4科6屬7種、栽培種共5科5屬6種等大量國家保護與珍稀瀕危植物，有獸綱、鳥綱大批野生脊椎動物。分別有桉樹林、松樹林、楓樹林、樱花林、荷木林、相思林與原生灌木叢。當中有如禾雀花、小依蘭、野生蘭、金桂花等新會區特有和珍稀的奇花異草。

## 交通

### 永鎮山門入口(主入口)
- 在江門出發可乘搭江門公交103路、113路
- 在新會出發可乘搭新會公交303路、312路
- 在珠西樞紐江門站出發可乘搭新會公交311路--珠西枢纽-滑草场
- 七座位以下的私家車可經永鎮山門入口上山，駛至玉台寺停車場。而貨車、摩托車、單車及七座位以上的車輛則禁止上山。
- 在永鎮山門旁別有收費觀光環保車前往綠護屏景區，途經碧霞樓、玉臺寺，牽線過脈。

### 龙湾入口(又稱東入口)
- 蓬江區龍灣路，旁有珠三角環線高速龍灣出/入口。
- 江门公交6路 林科所站(即江門市林業科學研究所)。

### 石澗水庫入口(又稱南入口)
- 沒有公共交通工具可直接到達，需自行駕車前往
- 所有交通工具須停泊於石澗公園停車場，步行上山。從停車場步行至碧霞公園約需半小時，從停車場步行至玉台寺約需45分鐘至1小時

### 龍潭景區入口
- 可乘搭新會公交301路到達龍泉酒店，在圭峰龍泉生態徑上山。該路段並無水泥鋪設，路況較差
- 從龍泉酒店至綠護屏入口約需30至45分鐘

### 叱石山景區(又稱北入口)
- 叱石山與圭峰山相連，可於叱石山上直接前往綠護屏

### 五和入口(又称西入口)
- 可乘搭新會公交305新会车站-同和